# Zane Kirchner
Zane Kirchner (George, 16 giugno 1984) è un rugbista a 15 sudafricano che gioca come estremo, attualmente è senza club.

## Biografia
Esordiente in Currie Cup nel 2003 con la maglia dei Griquas, con tale squadra disputò quattro stagioni nel torneo provinciale.
Acquistato dai Blue Bulls dal 2008, debuttò dapprima in Super Rugby con i Bulls e successivamente, nel 2009, in Nazionale, nel corso del tour dei British Lions.
Incluso nella rosa sudafricana alla Coppa del Mondo di rugby 2011, pur se mai schierato in corso di torneo, nell'aprile 2013, giudicando insufficiente la proposta di rinnovo di contratto dei Bulls decise di firmare per la compagine irlandese di Leinster in Pro12, con cui vinse al primo anno il titolo di campione celtico.
Prese parte successivamente alla Coppa del Mondo di rugby 2015 in cui il Sudafrica giunse terzo.
Vanta anche un invito nei Barbarians a maggio 2015 in occasione di un incontro con un XV dell'Irlanda alla cui sconfitta 21-22 contribuì con una meta personale.

## Palmarès
- Super Rugby: 2
Bulls: 2009, 2010
- Pro12: 1
Leinster: 2013-14
- Currie Cup: 1
Blue Bulls: 2009